# Паоло Джордано
Паоло Джордано (італ. Paolo Giordano; нар. 19 грудня, 1982, Турин) — італійський письменник, за основним фахом фізик-теоретик. Автор бестселера «Самотність простих чисел», що був перекладений понад 30 мовами. Тільки в Італії у 2008 році було видано більше 1 млн примірників дебютного роману письменника. У віці 26 років став наймолодшим в історії лауреатом найпрестижнішої італійської літературної премії Стрега. 

## Біографія
Паоло Джордано народився 19 грудня 1982 року в Турині. Батько Бруно — лікар-гінеколог, мати Ізіда — викладач англійської мови, є старша сестра Сеселія. Навчався в Туринському університеті та отримав науковий ступінь Ph.D. з фізики елементарних частинок. Автор наукових праць з теоретичної фізики, а також художніх творів — кількох оповідань та трьох романів.
У 2008 році у видавництві «Мондадорі» було видано перший роман Джордано «Самотність простих чисел». Назву запропонував редактор видавництва. Початково роман називався «У воду і з води», згодом назва була залишена для п'ятого розділу роману. Присвяту «Елеонорі — бо пообіцяв тобі це в тиші» Джордано адресував своїй подрузі зі школи.
|                   | Минуле науковця глибоко вплинуло на мій спосіб дивитися на речі і, відповідно, на мою манеру письма. Подарувало мені увагу до дрібних деталей, маленьких чудес, які відбуваються навколо. І різниця між науковим та будь-якими іншими поглядами на реальність завжди в основі того, що я пишу. Здається, я завжди розділений навпіл чітким раціональним баченням світу та більш вільним, ірраціональним. |
| — Паоло Джордано, | |

За «Самотність простих чисел» у 2008 році Джордано отримав дві престижні італійські літературні нагороди — премію Стрега та премію Камп'єлло. Книжка про кохання двох самотніх людей, простих чисел, одразу стала європейським бестселером.
У жовтні 2012 року вийшов другий роман — «Людське тіло», у 2014 — роман «Чорне і сріблясте».
У 2016 році у «Видавництві Старого Лева» вийшов перший переклад роману Джордано українською мовою — «Самотність простих чисел» в перекладі Андрія Маслюха. У 2016 році Паоло Джордано на запрошення «Видавництва Старого Лева» став почесним гостем 23-го Форуму видавців у Львові, де презентував український переклад роману «Чорне і сріблясте». Відомо, що письменник вже відвідував Україну у 2014 році.

## Романи
- 2008 — «Самотність простих чисел» (італ. «La solitudine dei numeri primi»)
- 2012 — «Людське тіло» (італ. «Il corpo umano»)
- 2014 — «Чорне і сріблясте» (італ. «Il nero e l'argento»)

## Нагороди
- 2008 — премія Стрега за дебютний роман «Самотність простих чисел»;
- 2008 — премія Камп'єлло за роман «Самотність простих чисел».

## Екранізації
У 2010 році італійський режисер Саверіо Костанцо екранізував роман «Самотність простих чисел». Картина була одним із претендентів на головний приз Венеціанського кінофестивалю.

## Видання українською мовою
- Самотність простих чисел [Текст]: роман / Паоло Джордано; пер. з італ. Андрія Маслюха. — Львів : Видавництво Старого Лева, 2016. — 320 с.
- Чорне і сріблясте [Текст]: роман / Паоло Джордано; пер. з італ. Андрія Маслюха. — Львів : Видавництво Старого Лева, 2016. — 128 с.